# Mutabaruka
Allan Hope dit Mutabaruka est un dub poet révolutionnaire, acteur et militant rastafari jamaïcain. Il est né le 26 décembre 1952 dans le quartier "Rae Town" de Kingston.
Son pseudonyme signifie en langue rwandaise « celui qui est toujours victorieux. »

## Discographie
- Live at Reggae Sunsplash (1982)
- Check It! (1983)
- Dub Poets Dub (1983)
- Outcry (1984)
- The Mystery Unfolds (1986)
- Any Which Way... Freedom (1989)
- Mutabaruka (1990)
- Blakk Wi Blak... K... K... (1991)
- Melanin Man (1994)
- Gathering of the Spirits (1998)
- Muta in Dub (1998)
- Life Squared (2002)
- Life and Lessons (2009)

### Cinéma
- Sankofa (1993)
- One Love (2003)